# 绳藻属
绳藻属（学名：Chorda）为绳藻科的一个属。

## 下级分类
本属包括以下物种：
- 绳藻 Chorda filum Linnaeus, 1753
- Chorda rigida Kawai & Arai, 2000